# Myron Scholes
Myron Samuel Scholes (født 1. juli 1941 i Timmins, Ontario) er en canadisk-amerikansk økonom med speciale i finansiel økonomi. Han har bl.a. været ansat ved Massachusetts Institute of Technology (MIT). I 1997 modtog han Nobelprisen i økonomi sammen med Robert C. Merton "for en ny metode til at bestemme værdien af finansielle derivater".
Merton og Scholes er også kendt for at have grundlagt hedgefonden Long-Term Capital Management, der fik et dramatisk sammenbrud i 1998.

## Baggrund
Myron Scholes blev født i en jødisk familie i den lille canadiske by Timmins, hvortil hans familie var flyttet under depressionen i 1930'erne. I 1951 flyttede familien til den større havneby Hamilton i Ontario. Scholes var dygtig i skolen, selvom han døjede med et ret dårligt syn, indtil han gennemgik en øjenoperation som 26-årig. Via sin opvækst og familie blev han tidligt interesseret i økonomi, da han hjalp sine onkler i deres virksomheder, og hans forældre hjalp ham med at oprette en konto til at investere i aktier, da han gik i high school.
I 1962 tog Scholes en bachelorgrad i økonomi fra McMaster University i Ontario. En af hans undervisere dér præsenterede ham for George Stigler og Milton Friedmans arbejder - to økonomer ved University of Chicago, der begge selv senere skulle vinde Nobelprisen i økonomi. Scholes besluttede derfor at fortsætte sine studier ved University of Chicago, hvor han fik lejlighed til at møde Eugene Fama og Merton Miller, to forskere, der var ved at udvikle det relativt nye område finansiel økonomi (og også senere Nobelpristagere). Scholes tog en MBA-grad i 1964 og en Ph.D.-grad i 1969 med en afhandling under vejledning af Fama og Miller.
Scholes' professionelle akademiske karriere startede, da han blev ansat på MIT i 1968. Her mødte han økonomen Fischer Black, der på det tidspunkt var ansat i konsulentvirksomheden Arthur D. Little, og Robert Merton. I de følgende år samarbejdede de tre om vigtige resultater indenfor prissætning af finansielle aktiver (som f.eks. aktier), ikke mindst udarbejdelsen af en berømt model for at værdisætte optioner, der i dag er kendt som Black-Scholes- eller Black-Scholes-Merton-modellen. Fra denne model kan man udlede Black-Scholes-formlen, der giver et teoretisk estimat af prisen på (en bestemt form for) optioner. Formlen er, med forskellige justeringer, vidt anvendt i dag af aktører på de finansielle markeder. En række empiriske test har vist, at formlens resultater ligger ret tæt på observerede priser, selvom der er flere velkendte systematiske afvigelser.
Senere var Miller ansat i nogle år ved University of Chicago Booth School of Business, indtil han i 1981 skiftede til Stanford University, hvor han forblev resten af sin aktive universitetskarriere, indtil han stoppede med at undervise i 1996. Siden da har han haft titel af "Frank E. Buck Professor of Finance Emeritus" ved Stanford. Mens han var på Stanford, drejede hans forskning sig især om strategi for investeringsbanker samt skatteplanlægning indenfor finansieringsteori.
I 1997 modtog han sammen med Robert Merton Nobelprisen i økonomi for deres arbejde indenfor finansiering. Fischer Black, der regnes for at have været selvskrevet til at dele prisen sammen med de to andre, hvis han stadig havde været i live, var død i 1995. I præsentationstalen ved overrækkelsen af prisen blev Black nævnt på linje med de to tilstedeværende modtagere.

### Investeringsaktivitet
In 1990 besluttede Scholes at arbejde mere direkte som aktør på de finansielle markeder. Han arbejdede derfor i nogle år for investeringsbanken Salomon Brothers. I 1994 grundlagde han sammen med nogle kollegaer og bekendte, bl.a. sin senere Nobelpris-medvinder Robert Merton og den tidligere næstformand i Salomon Brothers John Meriwether, hedgefonden Long-Term Capital Management (LTCM). Fonden, der lagde ud med 1 mia. dollars i investeret kapital, var i det første år meget succesrig og fik årlige afkast på over 40 %. I kølvandet på den finansielle krise i Asien i 1997 og den tilsvarende russiske finansielle krise i 1998 kom den stærkt gearede fond ud i store vanskeligheder, tabte 4,6 mia. dollar på mindre end fire måneder og gik fallit. Fonden er siden blevet herostratisk berømt som eksempel på de risici, der tages i den finansielle sektor. Fonden, og dermed også Scholes selv, blev senere inddraget i en stor retssag, hvor fonden beskyldtes for at have brugt et illegalt skattely for at undgå at blive beskattet af sin profit fra nogle investeringer. Ifølge domstolen havde Scholes og hans partnere uberettiget unddraget sig $ 40 mio. i skattebetalinger som følge af et regnskabsmæssigt fradrag på $ 106 mio., der ikke havde nogen reel økonomisk substans.